# اتحاد یا فنا

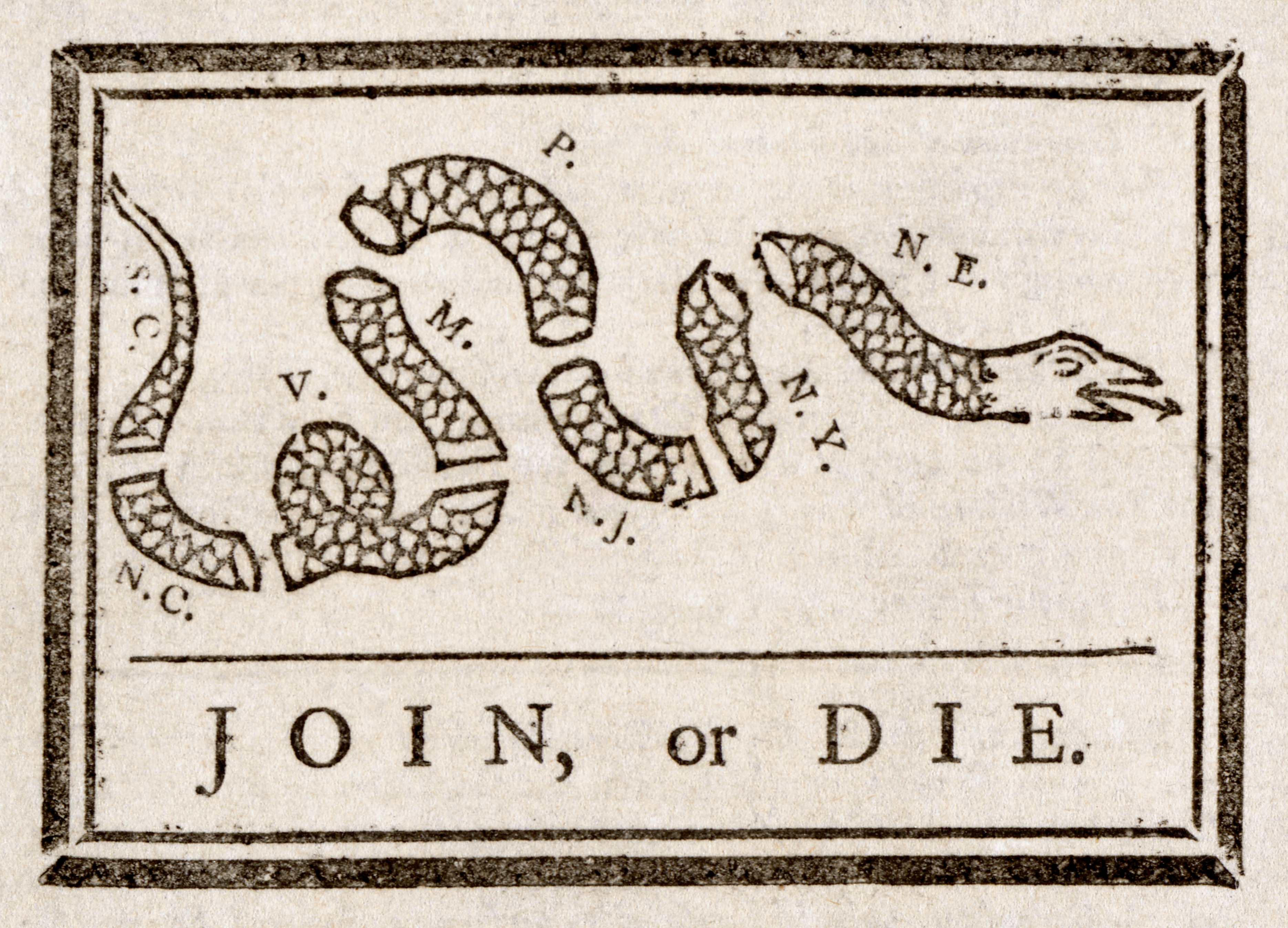
N.E ایالت‌های نیو انگلند آمریکا N.Y نیویورک N.J نیوجرزی P پنسیلوانیا M مریلند N.C کارولینای شمالی S.C کارولینای جنوبی V ویرجینیا

اتحاد یا فنا (به انگلیسی: Join, or Die) نام یک کاریکاتور مشهور در تاریخ انقلاب آمریکا است. مفهوم و سمبلیسم این کارتون، کار یکی از بنیانگذاران مشهور آمریکا بنام بنجامین فرانکلین است. وی در ۱۷۵۴ در نشریه پنسیلوانیا گازت (به انگلیسی: Pennsylvania Gazzette) اشاره بدین مفهوم کرد.
تصویر یک مار زنگی پشت الماسی شرقی را نشان می‌دهد که ۸ تکه شده. هر تکه اشاره به یکی از نواحی مستعمرات سیزده‌گانه را دارد. نام نوشتار فرانکلین در نشریه پنسیلوانیا گازت «کشور نامتحد» (به انگلیسی: Disunited state) بود، که اشاره به خطرات عدم اتحاد در جنگ با فرانسویان و سرخپوستان داشت.
با گذشت زمان، و با بالا گرفتن شدت انقلاب آمریکا، این تصویر به صورت یک نماد اتحاد علیه بریتانیا و یک پرچم نیز مورد استفاده قرار گرفت. این طرح فقط به مستعمره‌هایی که ادعای هویت مشترک آمریکایی را به صورت علنی و مشهود بروز می‌دادند می‌پرداخت. چنانچه بر فرض مثال، جورجیا در این نشان و طرح جایی نداشت. فرانکلین بعدها اظهار داشت چنین ایده‌ای، کمک بسیار شایانی به اهمیت موضوع وحدت در دوران استعمار نمود و بعدها نیز به نماد آزادی از استعمار، در طول دوران جنگ‌های انقلابی آمریکا مورد استفاده قرار گرفت. هر چند، این کاریکاتور سیاسی فرانکلین به ویژه در حدود سال‌های ۱۷۶۵ تا ۱۷۶۶ و در جریان اجرای قانون استامپ کنگره، معنای دیگری را در اذهان متبادر نمود. در سال ۱۷۶۶ فرانکلین همچنین، کاریکاتور دیگری نیز با نام مگنا بریتانیا منتشر کرد.

## جستارهای مربوط
- نشان ملی آمریکا
- پرچم پرستاره
- تعهد تابعیت
- پرچم گدزدن